# Gordale Scar

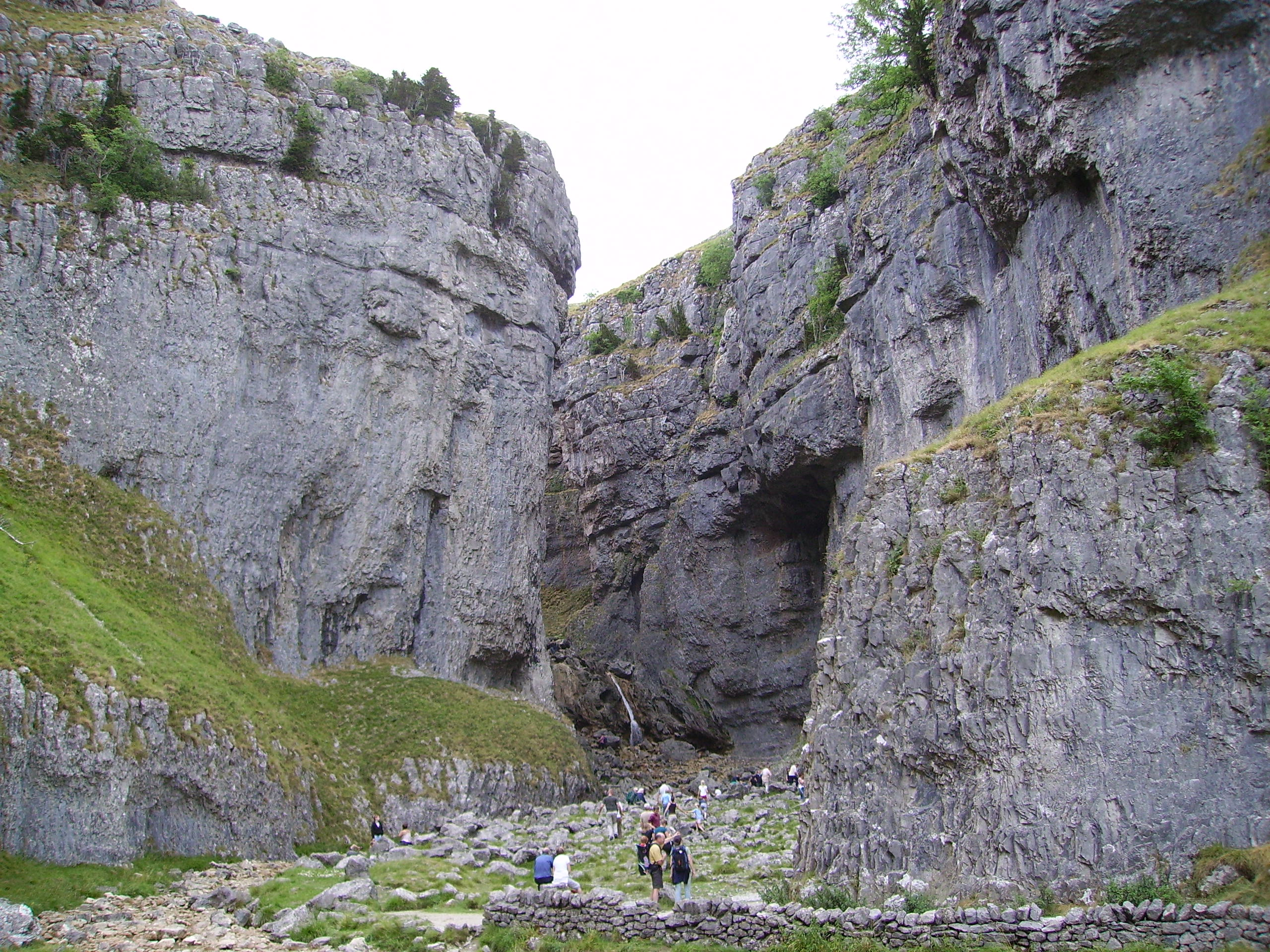
Eingang zum Gordale Scar

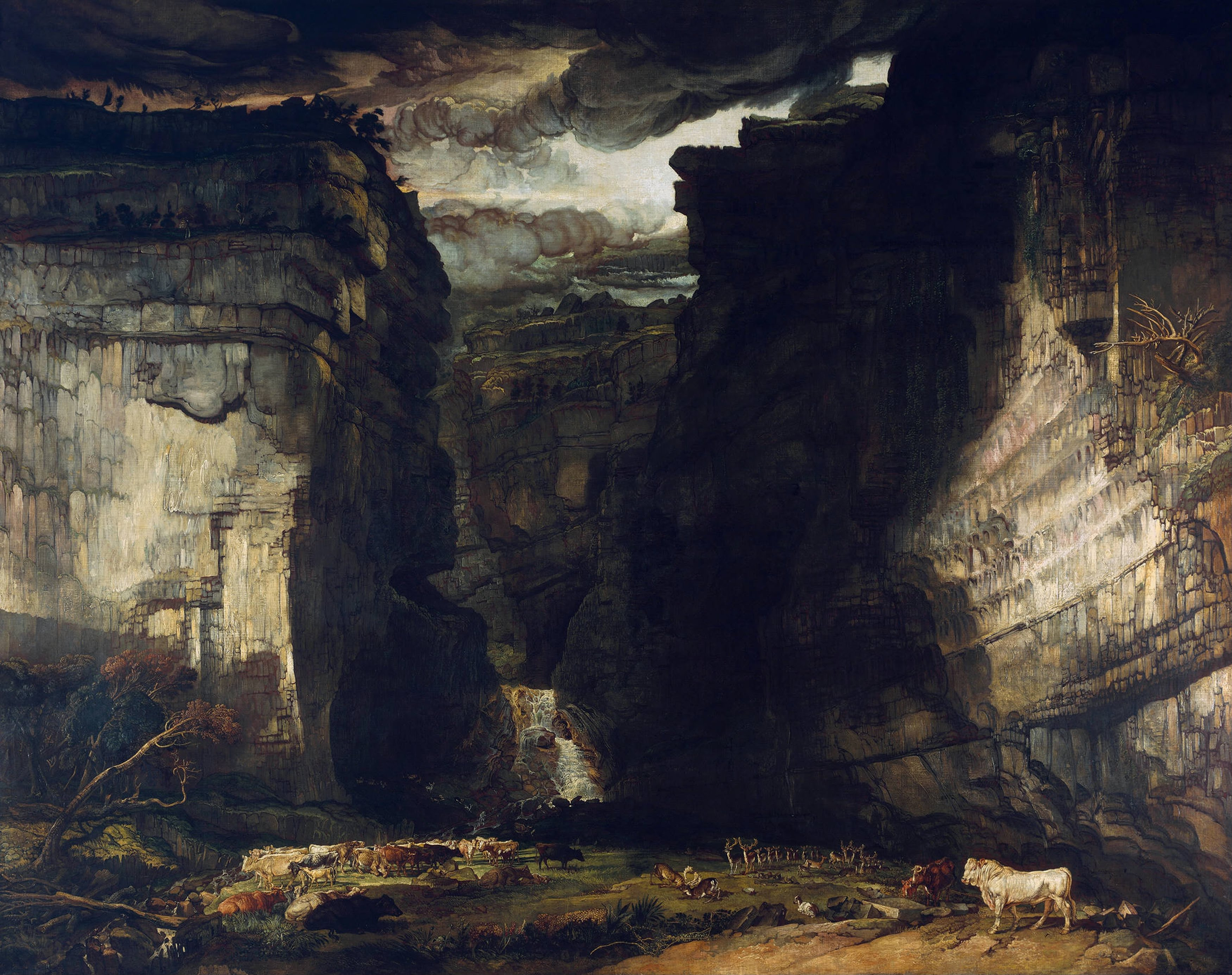
Gleiche Ansicht von James Ward

Gordale Scar ist eine Kalksteinschlucht in der Nähe des britischen Ortes Malham, North Yorkshire.
Besonderheiten der Schlucht sind die zwei Wasserfälle und die überhängenden Kalksteinwände, die eine Höhe von 100 Metern erreichen. Die Steilwände werden von Kletterern genutzt und direkt an den Wasserfällen vorbei führt ein schwer begehbarer Wanderpfad.
Die Schlucht ist ein Relikt der Eiszeit und wird von dem Bach Gordale Beck durchflossen, der drei Kilometer flussabwärts mit dem Malham Beck zum Aire zusammenfließt. In unmittelbarer Nähe des Dorfes Gordale befindet sich der Janet’s Foss, ein kleiner Wasserfall mit mythologischer Bedeutung.

## Darstellung in der Kunst
Der britische Dichter William Wordsworth verfasste ein Sonett über die Schlucht und den Wasserfall. Der Maler James Ward malte ein Bild, das in Tate Gallery hängt. Dieses Gemälde war wichtig für die Entwicklung der britischen Landschaftsmalerei.

## Bildergalerie

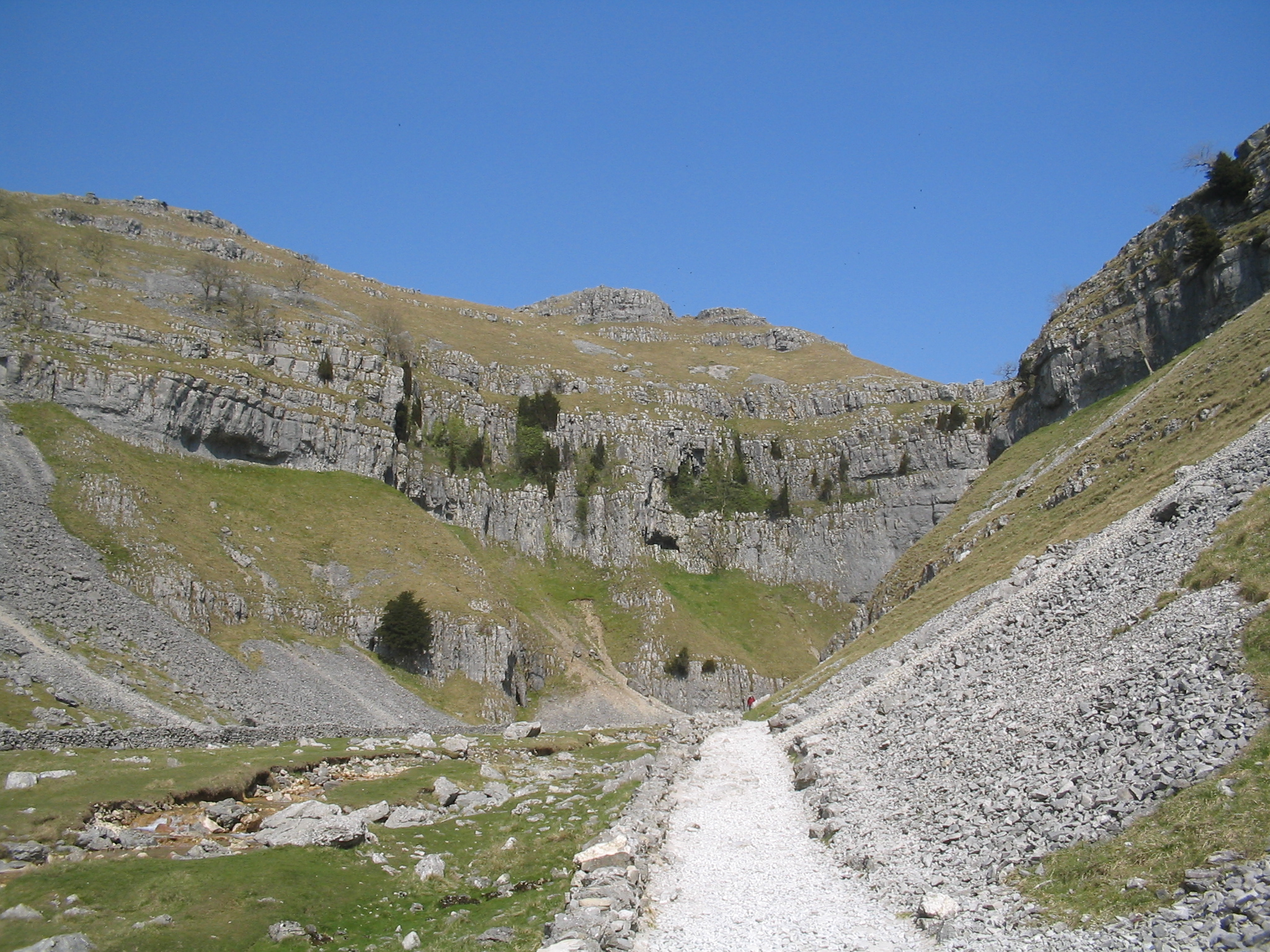
Weg zum Gordale Scar
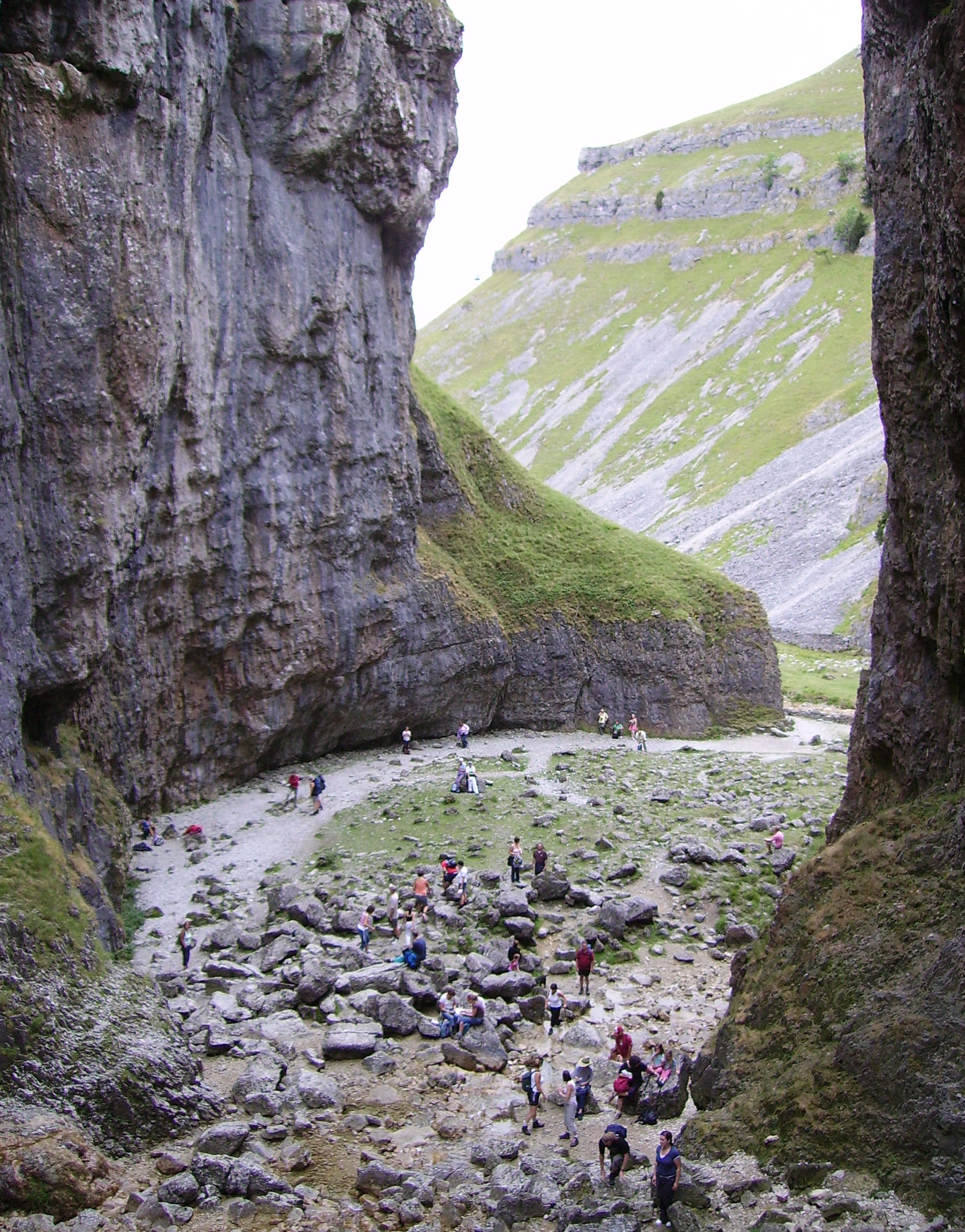
Blick vom unteren Wasserfall
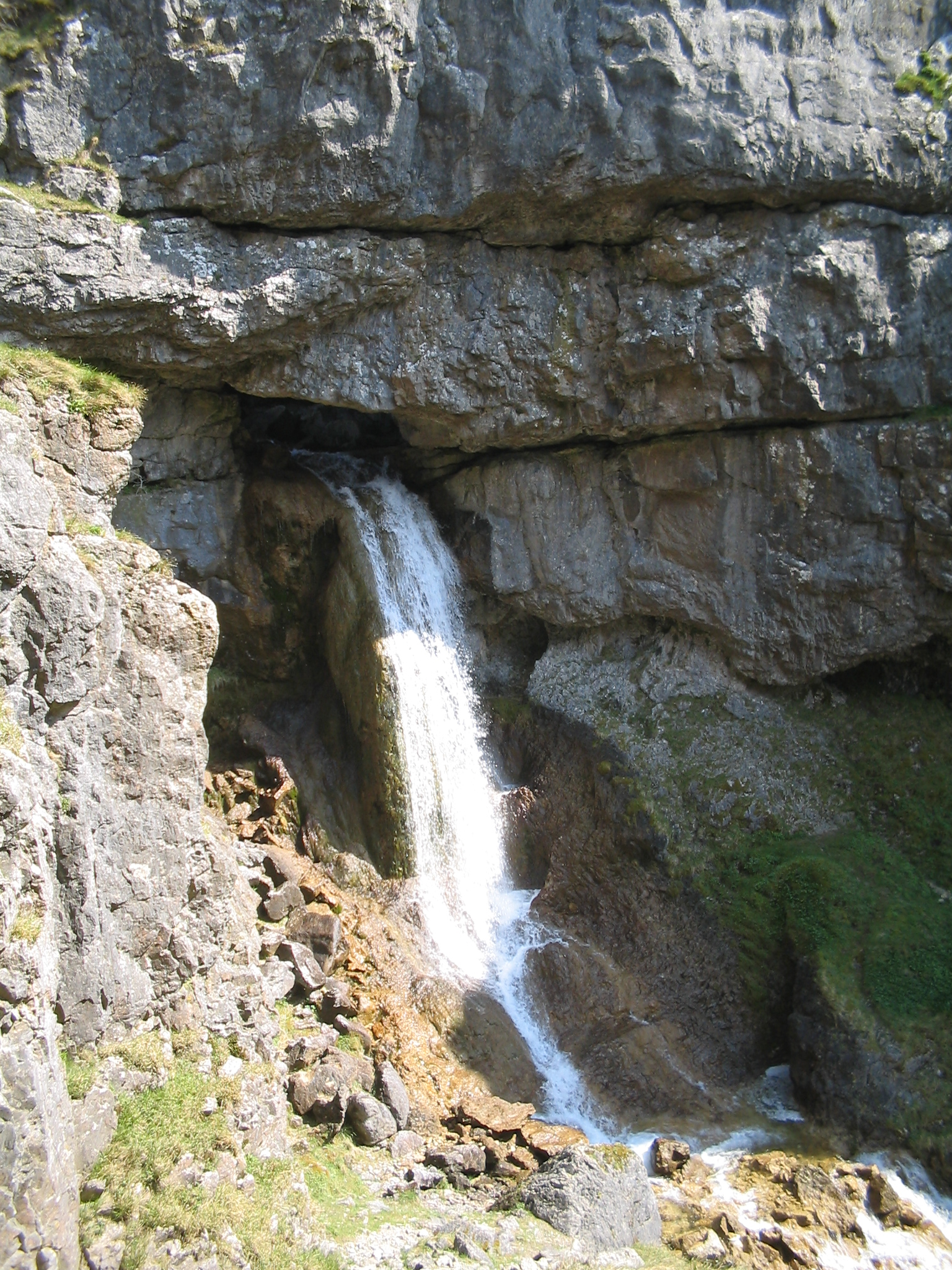
Oberer Wasserfall
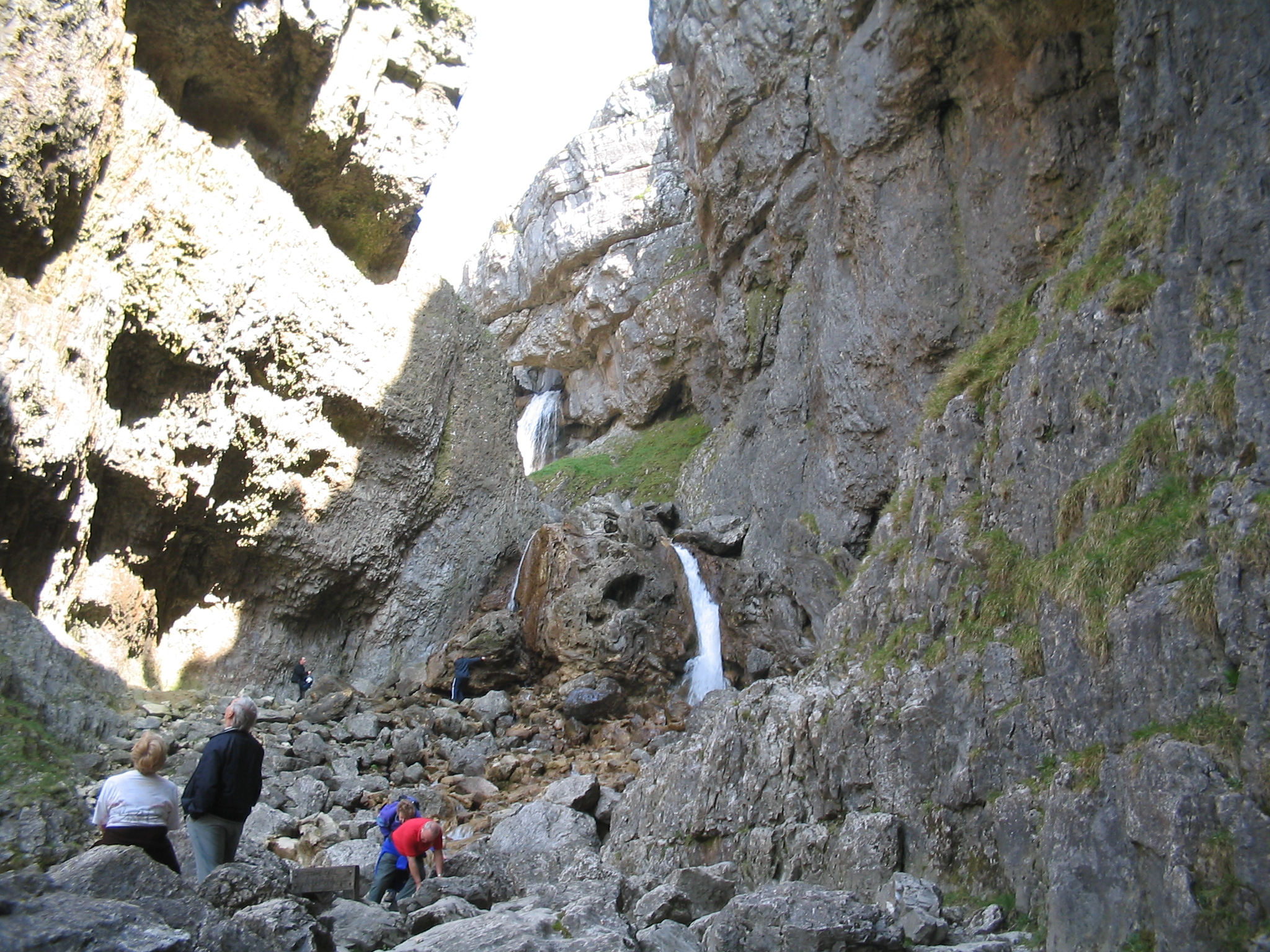
Beide Wasserfälle